# Rubén López Ardón
Rubén López Ardón (* 19. Juni 1934 in Ocotal) ist ein nicaraguanischer Geistlicher und emeritierter römisch-katholischer Bischof von Estelí.

## Leben
Rubén López Ardón empfing am 6. Januar 1973 die Priesterweihe für das Bistum Estelí.
Papst Johannes Paul II. ernannte ihn am 2. Januar 1979 zum Bischof von Estelí. Der Papst persönlich spendete ihn am 27. Mai desselben Jahres die Bischofsweihe; Mitkonsekratoren waren Duraisamy Simon Lourdusamy, Sekretär der Kongregation für die Evangelisierung der Völker, und Eduardo Martínez Somalo, Substitut des Staatssekretariates.
Von seinem Amt trat er am 6. März 1990 zurück.